# 태수
태수(太守) 또는 군수(郡守)는 군현제에서 군(郡)의 장관을 일컫는 칭호이다.

## 역사

### 한국
신라에서는 군의 장관을 원래 당주(幢主)로 부르다가 태수로 고쳤다. 고려, 조선에서는 군수로 고쳐 불린 것이 현재까지 군의 장을 말한다.

### 중국
처음 전국시대에 봉건제를 대신하여 군을 설치하면서 군의 장관으로 군수를 두고 중앙 정부에서 직접 임명하였다. 예를 들면 진나라가 촉나라를 멸하고 세운 촉군에 장약(張若)을 군수로 두었다. 전한 경제 중2년(기원전 149년)에 태수로 이름을 고쳤다. 왕망은 부임자의 작위에 맞추어 목(牧)·졸정(卒正)·연솔(連率)·속령(屬令)·속장(屬長)·윤(尹)으로 고치고, 또 조수·후수·우수·기수·좌수·전수에는 대부(大夫)를 두었으나, 후한에서는 모두 태수로 되돌렸다. 똑같이 임명되어도 일반인이 임명되면 군(郡), 한실종친이 임명되면 국(國)이라 했으며 군에 임명되면 태수, 국에 임명되면 왕(王)이라 했다. 태수는 자신의 군을 직접 다스렸으나 왕은 자신의 국을 직접 다스리지 않고 휘하에 국상(國相)을 둬서 국상이 실질적으로 다스리는 내각제로 다스렸다. 후한에서 태수의 관등은 질(秩) 2천 석이었으며, 수도에 속한 군에는 태수 대신 윤(尹)을 두었다. 원래 주에 속한 군을 감독하는 자사는 태수보다 관등이 낮았으나, 후한 영제 시대에 주목이 부활한 이래로 태수는 주목 · 주자사의 아래에 놓였다.